# Groene anijstrechterzwam
De groene anijstrechterzwam (Clitocybe odora) is een paddenstoel die groeit in groepen op strooisel van loofhout, ook in gemengde bossen. De soort is algemeen op matig voedselrijke zand- en leembodems.

## Kenmerken

### Uiterlijke kenmerken
Hoed
De onregelmatig afgevlakte hoed is 3 tot 10 cm in diameter. De kleur is blauwachtig groen, later verblekend, zelden wit. De kleur lijkt donkerder als de luchtvochtigheid hoog is en lichter als het droog is. In het begin is de hoed gewelfd, later ondiep trechtervormig met soms een umbo. De hoed kan ook onregelmatig golvend zijn.
Lamellen
De brede lamellen zijn breed aangehecht tot iets aflopend en crème tot grijsgroen van kleur. 
Steel
De steel is glad, wittig tot blauwgroenig, met een witviltige vaak enigszins verdikte basis. Hij is 2,5-6,5 cm lang en 0,3 tot 1 cm dik. 
Geur en smaak
De vleeskleur is wit tot bleekgroen. De groene anijstrechterzwam is goed te eten en ruikt sterk naar anijs. Het aroma blijft aanwezig bij bereiding, maar verdwijnt door drogen.

### Microscopische kenmerken
De bleek rossig/crème sporen meten 6-8,5 x 4-4,5 μm.

## Verwisseling
Bij wit kleurige exemplaren bestaat er gevaar voor verwisseling met andere trechterzwammen die ook naar anijs ruiken. Sommige daarvan zijn giftig.

## Verspreiding
De groene anijstrechterzwam is wijdverbreid in Azië, Europa en Amerika. In de Benelux komt hij algemeen voor.